# Парепа-Рушань
Парепа-Рушань, Парепа-Рушані (рум. Parepa-Rușani) — село у повіті Прахова в Румунії. Входить до складу комуни Колчаг.
Село розташоване на відстані 55 км на північ від Бухареста, 25 км на схід від Плоєшті, 143 км на південний захід від Галаца, 101 км на південний схід від Брашова.

## Населення
За даними перепису населення 2002 року у селі проживали 1162 особи, усі — румуни. Усі жителі села рідною мовою назвали румунську.